# Bela Pupa
Bela Pupa – album zespołu Püdelsi oraz Kory z muzyką i tekstami Piotra Marka i zespołu Düpą wydany w 1988 roku nakładem wytwórni Polskie Nagrania „Muza”.

## Lista utworów
źródło:.
Strona 1
1. „Hoża moyra” (muz. i sł. P. Marek) – 3:03
2. „Wyro pudla” (muz. i sł. P. Marek) – 5:34
3. „Morrison” (muz. i sł. P. Marek) – 4:55
4. „Narodziny Zbigniewa” (muz. P. Marek, sł. Jam Sam Autor) – 4:58

Strona 2
1. „W krainie ciemności” (muz. i sł. P. Marek) – 6:04
2. „Bella puppa” (muz. i sł. P. Marek) – 3:39
3. „Rege kocia muzyka” (muz. i sł. P. Marek) – 2:22
4. „Kotek Mamrotek” (muz. i sł. P. Marek) – 3:43
5. „Tango - spiżowy ratler” (muz. i sł. P. Marek) – 4:11

Utwór „W krainie ciemności” na kasecie magnetofonowej został ocenzurowany. Fraza „rozpierdolę wszystko w koło” śpiewana przez Macieja Maleńczuka jest wyciszona. W 1992 album został wydany po raz pierwszy na płycie kompaktowej z dopiskiem „bez cenzury”.

## Twórcy
źródło:.
- Piotr Marek/Düpą - teksty, muzyka
- Kora – wokal
- Maciej Maleńczuk – wokal
- Franz Dreadhunter – gitara, perkusja, gitara basowa, instrumenty klawiszowe
- Paweł Mąciwoda – gitara, gitara basowa
- Andrzej Biedrzycki – saksofon, flet
- Andrzej Potoczek – gitara
- Andrzej Bieniasz – gitara

Muzycy towarzyszący
- Neil Black – gitara
- Przemysław Stopa – gitara

Personel
- Neil Black – realizacja
- Jolanta Kownacka – projekt graficzny
- Witold Górka – foto